# Borj Sidi Makhlouf
El Borj Sidi Makhlouf (en árabe: برج سيدي مخلوف) es una torre baluarte que foma parte de la muralla andalusí de Rabat. Se encuentra en el acantilado del río Bu Regreg. Fue construido en el siglo XVII, aunque fue bombardeada por el escuadrón inglés del almirante Rais Borough en 1637. Aunque, en general, conservó su apariencia, el baluarte actual no data íntegramente del siglo XVII. Es el único baluarte circular de la muralla.
Debe su nombre a un morabito local de origen judío llamado Sidi Makhlouf, cuya tumba se encuentra junto al baluarte.